# Halicyclops stocki
Halicyclops stocki – gatunek widłonoga z rodziny Halicyclopidae. Nazwa naukowa tych skorupiaków została opublikowana w 1962 roku przez biologa Hansa-Volkmara Herbsta.